# Lofa
Lofa és el comtat més septentrional de Libèria. Un dels 15 comtats que constitueixen el primer nivell de divisió administrativa de la nació, té nou districtes. Voinjama serveix com a capital amb l'àrea del comtat que mesura 9.982 quilòmetres quadrats (3.854 milles quadrades). Segons el cens de 2008, tenia 276.863, el que el converteix en el tercer comtat més poblat de Libèria.

## Història
El comtat de Lofa es va establir a partir de l'antiga província occidental el 1964. La Segona Guerra Civil liberiana que va començar el 1989 va afectar negativament el comtat. Molta gent va abandonar la zona com a refugiats l'any 1999 i principis dels anys 2000, ja que es va convertir en un focus principal dels combats durant la guerra civil de Libèria. La Creu Roja va dir que el gener de 2004 moltes persones havien començat a tornar dels camps de refugiats de les veïnes Guinea i Sierra Leone. En aquell moment, la població del comtat s'estimava en 34.310 habitants. El 2005 hi havia forces de pau de l'exèrcit del Pakistan UNMIL.
La capital més gran de la ciutat i del comtat és Voinjama amb una població de 4.945 habitants. Foya és la segona ciutat més gran (1.760 habitants). Lofa va produir un dels líders més respectats de les nacions en el difunt vicepresident Dr. Harry F. Moniba, que va servir de 1984 a 1990.

## Geografia
La part occidental del comtat té planes costaneres que s'eleven a una alçada de 30 m sobre el nivell del mar cap a l'interior fins a una distància de 25 km. Aquestes planes reben una precipitació molt elevada que va des dels 4.450 mm fins als 4.500 mm per any i reben més temps de sol amb una humitat del 85 al 95 per cent. És pantanós al llarg de rius i rieres, mentre que hi ha fragments de bosc de Savannah. L'arròs i la mandioca interplantats amb canya de sucre són els principals cultius que es conreen a la regió. El comtat de Lofa té un bosc comunitari, el Bluyeama, que ocupa una àrea de 44.444 ha. Té tres reserves nacionals proposades, a saber, la muntanya Wologizi (99.538 ha), la serra de Wonegizi (37.979 ha) i el bosc Foya (164.628 ha). Té el Projecte d'Aforestació Foya amb una superfície de 9.062,4 ha, que està designada com a àrea de plantació nacional.